# Maffiablod
Maffiablod (engelska: This City Is Ours) är en brittisk kriminaldramaserie som hade premiär på BBC One den 23 mars 2025. Den första säsongen, som består av åtta avsnitt, är skapad av Stephen Butchard.

## Handling
Allt Michael kan är brott. Ända tills han blir kär. När en knarkleverans kapas av en av gängets egna, följer ett kaos som hotar hela Michaels imperium. Hur långt är han villig att gå för att behålla det?

## Rollista (i urval)
- Sean Bean - Ronnie Phelan
- James Nelson-Joyce - Michael Kavanagh
- Hannah Onslow - Diana Williams
- Jack McMullen - Jamie Phelan
- Darci Shaw - Melissa Sullivan
- Julie Graham - Elaine Phelan
- Laura Aikman - Rachel Duffy
- Stephen Walters - Davey Crawford
- Saoirse-Monica Jackson - Cheryl Crawford
- Bobby Schofield - Bonehead
- Leanne Best - Lesley Williams